# Консольный фундамент из соединённых рандбалкой блоков

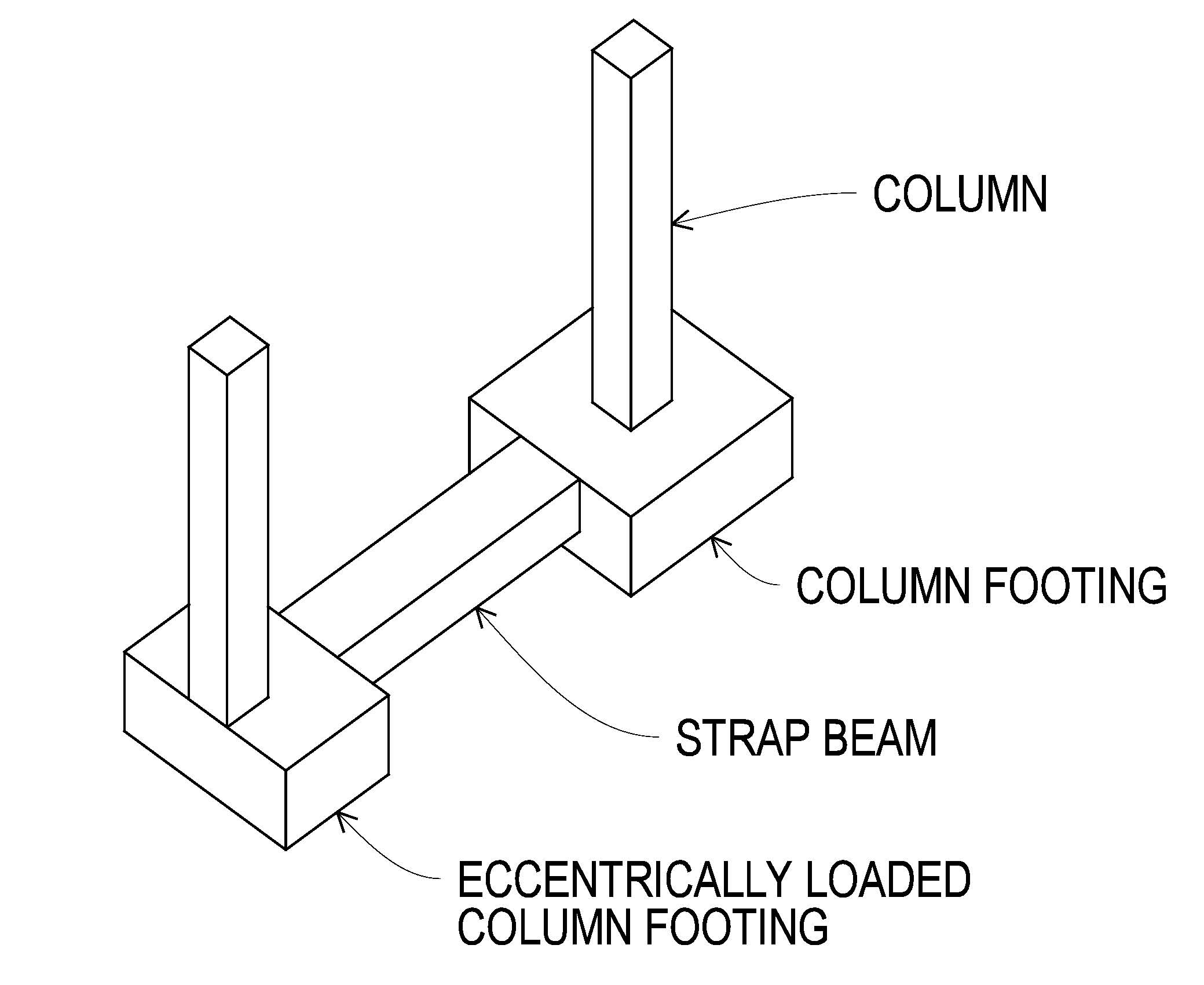
Консольный фундамент из соединённых рандбалкой блоков

Консольный фундамент из соединённых рандбалкой блоков — тип комбинированного фундамента, состоящий из двух или фундаментов-колонн, соединённых бетонной балкой. Название консольный подразумевает фундамент с поддерживающей конструкцией которой выступает рандбалка, а не консоль в смысле выступающей части чего-либо. Он используется для перераспределения нагрузки сильно или эксцентрично нагруженных фундаментов колонн на соседние фундаменты. В ряде источников может называться смешанное каркасное здание на ленточных и столбчатых фундаментах или комбинированный фундамент из нескольких отдельных фундаментов.
Данный фундамент используется для того чтобы избежать проблемы эксцентриситета с колоннами, расположенными вдоль границы плиты. Колонны располагаются по центру оснований колонн, но в условиях, когда колонны расположены непосредственно с границей основания, основания колонн могут быть смещены. Так как в России не принято перегружатся дополнительными расчётами, во всех колоннах эксцентриситет априори убирают (обычно в ущерб архитектурным решениям) данный вид фундамента не получил распространения. Эксцентрическая нагрузка на часть опоры, вызывает наклон колонны в одну сторону. Рандбалка сдерживает тенденцию к опрокидыванию, соединяя её с соседними опорами.